# Varniai
Varniai (žemaitsky Varnē) je město (středisková obec – litevsky seniūnija) v západní části Litvy, ve Žmudi, v Telšiaiském kraji, okres (lit.: savivaldybė) Telšiai.
Leží 33 km na jih od města Telšiai (prochází jím silnice č. 160 Telšiai – Laukuva) při říčce Varnelė. Je zde gymnázium M. Valančiuse, pošta (PSČ:LT-88050). Je zde také mnoho historických, architektonických a uměleckých památek, například dům, ve kterém v letech 1850–1864 bydlel biskup Motiejus Valančius (známý také jako propagátor střízlivosti – již v té době byl alkoholismus v Litvě problém), v Žemaitsku nejstarší  kostel Sv. Petra a Pavla, postavený roku 1691 (bývalá Katedra), dřevěný kostel Sv. Aleksandra (postavený roku 1804), Muzeum žemaitského biskupství v budově semináře.

### Externí odkazy

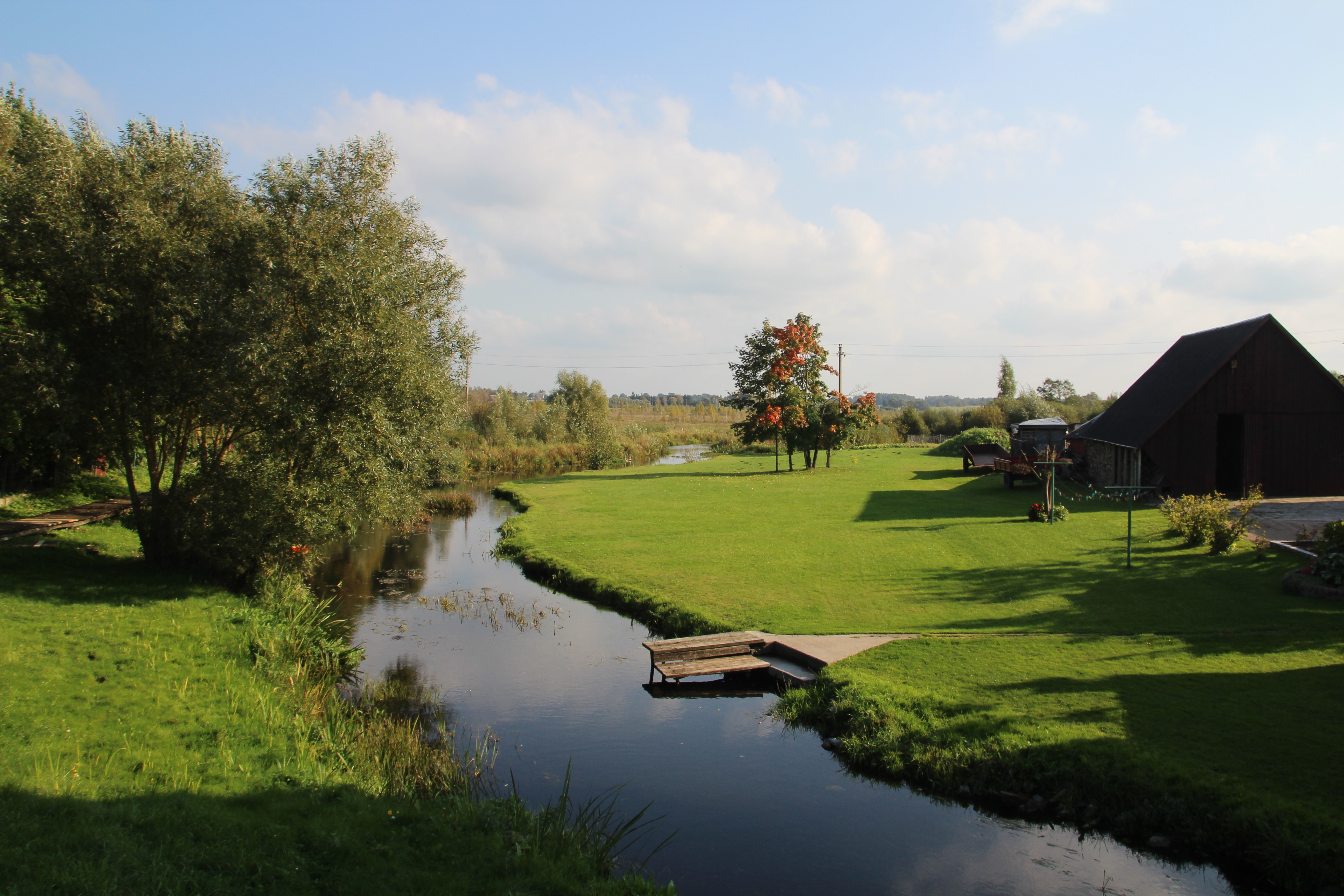
Varnelė (název horního toku řeky Virvytė) u města Varniai, kterým protéká